# Eine Nacht in Venedig (operetta)
Eine Nacht in Venedig (italiano, Una Notte a Venezia) è un'operetta di Johann Strauss su libretto di F. Zell e Richard Genée.

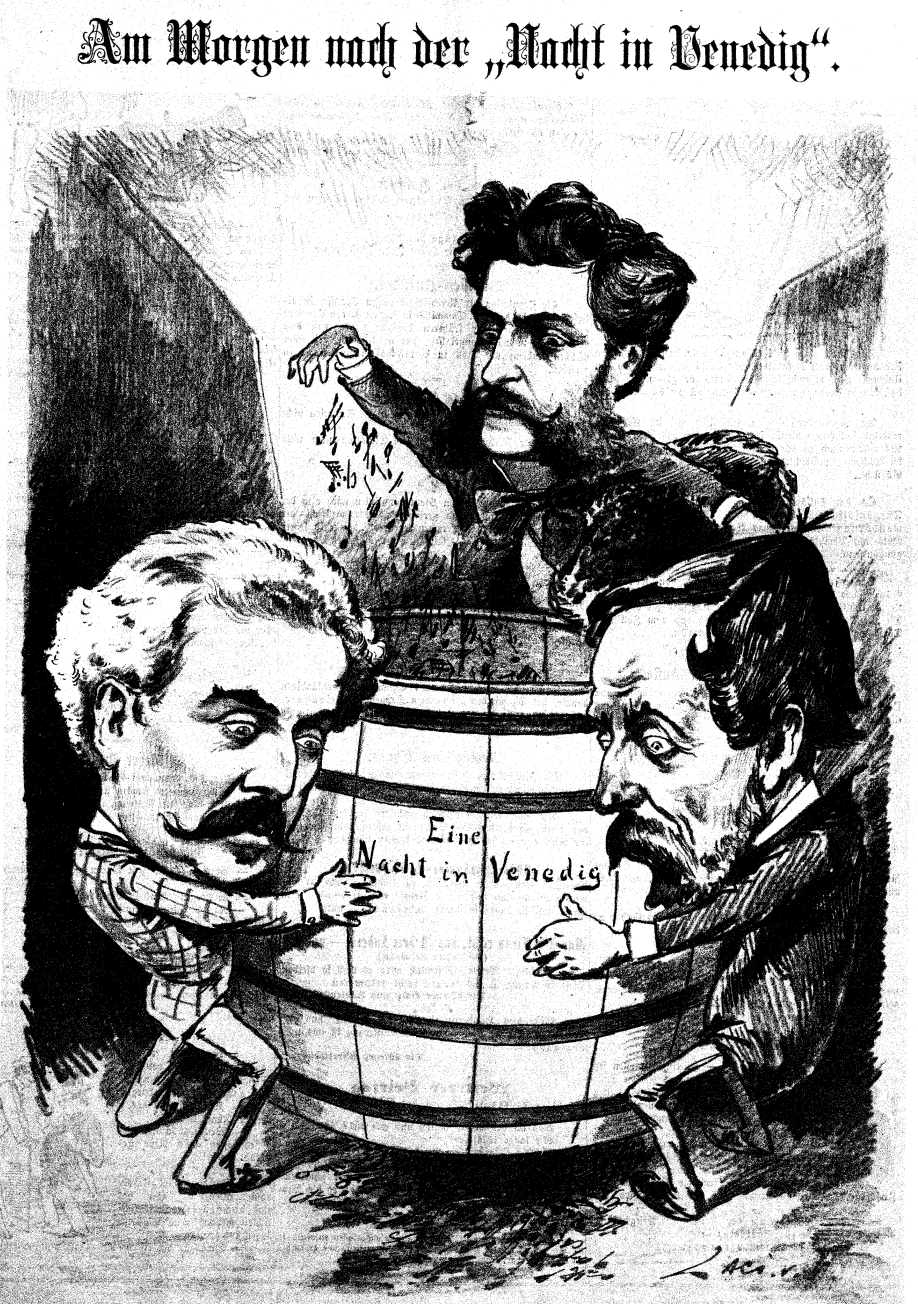
Copertina che il giornale Die Bombe dedicò alla prima dell'operetta Eine Nacht in Venedig.

## Le origini e la storia
Di tutte le operette scritte da Johann Strauss nel corso della sua carriera, Eine Nacht in Venedig fu l'unica a non avere il suo debutto a Vienna, bensì a Berlino presso il Neues Friedrich-Wilhelmstädtisches Theater il 3 ottobre 1883. L'operetta, che alla prima rappresentazione berlinese non ottenne molto successo, dopo la revisione che precedette il debutto viennese, divenne uno dei successi più duraturi nel repertorio teatrale di Strauss.
Strauss aveva iniziato a lavorare al libretto di Venezianische Nächte (Notti veneziane), questo il titolo originariamente pensato per l'operetta, su richiesta della sua seconda moglie, la giovane cantante Angelika Dittrich (1850-1919), nata a Breslavia (oggi Wroclaw in Polonia, ma al tempo parte della Slesia prussiana). Il successo della precedente operetta Der lustige Krieg (L'allegra Guerra, 1881), aveva rivelato l'abilità del compositore nel musicare operette con ambientazione italiana, e ciò convinse la moglie a spingerlo ad accettare il nuovo libretto dei due librettisti F. Zell (pseudonimo di Camillo Walzel, 1829-1895) e Richard Genée (1823-1895).
Strauss cominciò la composizione nella primavera del 1882, tuttavia, nel settembre 1882, mentre Johann Strauss stava lavorando all'orchestrazione di Eine Nacht in Venedig nella sua villa di Schönau-bei-Leobersdorf, Lili (così era soprannominata Angelika) lo lasciò e si trasferì al Theater an der Wien, dove già da diverso tempo intratteneva una relazione con il ventinovenne direttore Franz Steiner (1855-1920). Johann Strauss interruppe immediatamente i lavori dell'operetta. Soltanto all'inizio del 1883, dopo aver ottenuto il divorzio, riprese a lavorare alla composizione di Eine Nacht in Venedig.
Ancor prima di portare a termine la partitura, Strauss aveva già deciso che la sua operetta non sarebbe andata in scena al Theater an der Wien, poiché non voleva avere più nulla a che fare né con la ex moglie né con il direttore Steiner. Dopo aver preso contatti con il rivale CarlTheater e con l'Opera di Corte, il 1º maggio 1883 venne annunciato che l'opera avrebbe avuto la sua prima rappresentazione al Neues Friedrich-Wilhelmstädtisches Theater di Berlino, il cui direttore, Julius Fritzche (1844-1907), già dal 1874 si era occupato di curare le rappresentazioni delle operette di Strauss.
Nel viaggio a Berlino, il compositore venne accompagnato da quella che qualche anno più tardi sarebbe divenuta la sua terza moglie, Adele Deutsch, la quale informò il loro amico Josef Priester, in una lettera del 20 settembre 1883, che il compositore era molto soddisfatto del cast ma che, tuttavia:
(Adele Strauss)
La sera del 3 ottobre 1883, ebbe luogo la prima mondiale di Eine Nacht in Venedig a Berlino, sotto la personale direzione del compositore. La mattina successiva, il Berliner Tageblatt riportò:
(Berliner Tageblatt)
Tuttavia, con il procedere della rappresentazione, anche Strauss si accorse del crescente malcontento in sala, anche se non aveva avuto modo di comprendere se la noia del pubblico fosse dovuta al libretto oppure alla musica. Quando nel terzo atto Sigmund Steiner (1854-1909), il tenore nel ruolo del Duca di Urbino, intonò l'aria del Lagunen-Walzer, i cui versi finali suonarono estremamente comici (Di notte tutti i gatti sono grigi, mentre di notte si dicono teneramente miao.. ), la noia del pubblico si trasformò in una fragorosa risata seguita poi da imitazioni del miagolio dei gatti. Questo fu il momento più critico di tutta la rappresentazione, mentre alla fine vi furono ancora degli applausi amichevoli.
La prima rappresentazione viennese, fu preceduta da una veloce rielaborazione musicale e testuale; così che Eine Nacht in Venedig poté debuttare al Theater an der Wien il 9 ottobre 1883. Il recensore del Die Presse descrisse così l'atmosfera celebrativa della serata a Vienna:
(Die Presse)
Il 19 aprile 1884 va in scena la prima rappresentazione nel Daly's Theater di New York.
Nel 1903 e 1910 va in scena Una notte a Venezia al Teatro Reinach di Parma.
Nel 1930 avviene la prima nel Grand Théâtre de Monte Carlo di "Une nuit à Venise".
Nel maggio 1944 avviene la prima rappresentazione nel Cambridge Theatre di Londra.
Nel 1949 avviene la prima rappresentazione nel Théâtre Municipal di Losanna-Ouchy di "Une nuit à Venise".
Nel 1950 va in scena la prima rappresentazione nel Théâtre Municipal di Strasburgo di "Une nuit à Venise".
Nel 1974 avviene la prima rappresentazione nel Teatre Minard di Gand.
Per il Teatro Verdi (Trieste) va in scena nel Castello di San Giusto nel 2011 con Daniela Mazzucato.

## Trama

### Atto 1
Venezia, fine del XVIII secolo.
Una folla di veneziani sta celebrando lo splendore della città, quando Pappacoda intona una canzone di rallegramenti: si è appena procurato una figura professionale che fino ad allora era mancata in città, un vero fabbricante di maccheroni, proveniente direttamente da Napoli. Il giovane Enrico Piselli, nipote del senatore Delacqua e corteggiatore di Barbara, giovane moglie del senatore, sceglie Pappacoda come latore di una missiva in cui le dà appuntamento per la sera. Entrano in scena Ciboletta, passione di Pappacoda, e la cameriera di Barbara: entrambe coinvolgono Pappacoda in un brioso duetto, nonostante Ciboletta insista che la doppiezza degli uomini prevarrà sempre sul loro lato onesto.
Arriva Annina, che grida la sua mercanzia sulle note di un valzer lento. Annina ha un ammiratore di nome Caramello, barbiere e factotum del duca di Urbino, e sul quale Pappacoda non perde occasione per stuzzicarla. Entra la bella Barbara Delacqua, e Pappacoda le consegna il messaggio di Enrico. Giunge ora il momento della vecchia generazione, e fa la sua entrata Delacqua con un altro senatore di nome Barbaruccio, intenti a parlare dei festeggiamenti per il carnevale e dell'invito al ballo mascherato che il duca ha esteso, come sempre, a loro e alle loro consorti.
Delacqua anela al titolo vacante di cerimoniere del duca. Ma il duca ha fama di essere un gran libertino, e Delacqua pensa che sia più prudente mandare Barbaraa fare un giro in gondola sull'isola di Murano. Sopraggiunge Caramello, che da Pappacoda viene a conoscenza del piano di Delacqua per mettere al sicuro Barbara durante il carnevale. Decide allora di prendere il posto del gondoliere, e conduce Barbara al palazzo del duca, che nel precedente carnevale era rimasto colpito dalla bellezza della donna.
Barbara, che è stata informata del suo breve soggiorno a Murano, non vuole rinunciare all'appuntamento con Enrico, e sulla gondola fa salire Annina in sua vece. Intanto Ciboletta è in lacrime poiché Pappacoda non ha denaro per portarla a ballare, e Caramello li aiuta offrendo loro gli inviti al ballo in maschera del uo padrone riportando così la serenità. I quattro innamorati festeggiano con un quartetto, anche se Ciboletta sente il bisogno di sottolineare che lei va al ballo solo per ballare, nient'altro. Entra in scena anche il duca, che dalla sua gondola saluta la sua città preferita, Venezia.
Quando il duca incontra i senatori, questi si scusano con lui perché le loro mogli non potranno accettare il loro cortese invito al ballo. Caramello bisbiglia al duca che non si tratta altro che di un piano per allontanare Barbara, ma che se ne occuperà di persona. Delacqua pensa che il tanto agognato titolo di cerimoniere sarebbe ancora più vicino, se Barbara fosse a portata del duca, e comincia a pensare a qualcuno che possa sostituirla. Col suo appassionato commiato alla moglie comincia il tipico intrigo dell'operetta. Caramello non perde tempo nel confidare al duca di aver concordato con Barbara una particolare conzone per farsi riconoscere. Da ora in avanti, quasi nessuno manterrà la stessa identità.
La canzone del duca è intrisa di gioiosa anticipazione, e niente di più appropriato, date le circostanze, che la sua voce sia affiancata da quelle di Annina, Ciboletta, Barbara e Pappacoda, poco prima di sentire in lontananza la voce di Caramello intonare la canzone del gondoliere. Annina saluta Delacqua, che le sorride scambiandola per sua moglie in partenza per Murano. L'attenzione di Delacqua è distolta da un gruppo di suonatori che l'omaggiano in maniera fin troppo ossequiosa.

### Atto 2
Palazzo del Duca di Urbino.
Agricola accompagna le dame nei saluti al duca mentre questi vuole concretizzare la sua nuova avventura con la bella Barbara. Annina sembra felice delle implicazioni che la sostituzione ha comportato per lei e Caramello non può dir niente che la distolga dalla sua intenzione di divertirsi il più possibile. Il duca approfitta delle parole che lei gli aveva rivolto lo scorso anno. Ma le complicazioni non finiscono qui. Pappacoda non trova Ciboletta ed è fuori di sé dalla preoccupazione, mentre i suoi amici, giunti da tutta la città, si stanno godendo il ballo al quale hanno potuto partecipare grazie agli inviti procurati da Caramello.
Delacqua presenta la sua finta moglie; il duca, per quanto Annina gli faccia notare che non è altri che Ciboletta travestita, la saluta con studiata eleganza. Ma qui nasce il pasticcio: nonostante le istruzioni di Delacqua, Ciboletta compie un irrimediabile sbaglio e, presa com'è da Pappacoda, invece di chiedere al duca il titolo di cerimoniere per suo marito, lo invita a farlo capocuoco. Il duca accompagna Annina e Ciboletta a cena, prodigandosi in sperticati complimenti verso entrambe, con grande costernazione di caramello e Pappacoda che stanno aspettando a tavola.
L'annuncio che alla mezzanotte dovranno tutti recarsi in Piazza San Marco precipita l'atto verso una fine movimentata.

### Atto 3
Piazza San Marco.
Mentre alcuni si godono il divertimento, presi dallo spirito carnascialesco, altri sono inevitabilmente rosi dalla gelosia. Ma pochi riescono a tradurre i propri sentimenti in musica in modo così coinvolgente e melodioso come caramello, alla vista di Annina al braccio del duca, sulle note del valzer della laguna. È venuto il momento del chiarimento generale. da Ciboletta, Delacqua viene a sapere che Barbara non è affatto a Murano come lui credeva.
Pappacoda si consola facilmente quando Ciboletta gli annuncia che è stato nominato capocuoco del duca, e lui esulta con una piccola, briosa canzone in cui si lascia generosamente affiancare da Ciboletta. Ciboletta spiega al duca che quella che lui pensava essere Barbara in realtà era Annina, e il duca prende la notizia con aristocratica calma. Con grande sollievo di Delacqua, Barbara racconta che ha preso la gondola sbagliata e che Enrico è stato così gentile da prendersi cura di lei.
E, con sua somma felicità, Caramello viene nominato cerimoniere del duca: la sua futura sposa Annina resterà sempre al suo fianco. Tutto termina con i doverosi festeggiamenti del carnevale.

## Brani famosi
- Overture, (atto I)
- Wenn vom Lido sacht wieder Kuhlung weht, Coro, Pappacoda (atto I)
- Frutti di mare!, Annina, Coro (atto I)
- Eviva, Caramello, des Herzogs Barbier!, Caramello, Coro (atto I)
- Annina! Caramello!... Pellegrina Rondinella, Annina, Caramello (atto I)
- Alle maskiert!, Annina, Ciboletta, Caramello, Pappacoda (atto I)
- Was mir der Zufall gab, Annina (atto II)
- Ninana, Ninana, Annina, Ciboletta, Herzog, Delaqua (atto II)
- Lasset die ander'n nur tanzen da!, Coro (atto II)
- Ach, wie so herrlich zu schau'n, Caramello (atto III)
- Die Tauben von San Marco, Coro (atto III)
- Wie sich's gebuhrt, Coro (atto III)

## Parafrasi
Com'era sua abitudine, rielaborando i motivi e le più belle melodie di Eine nacht in Venedig, Strauss ricavò una serie di brani per le sale da concerto:
- Lagunen-Walzer, op. 411
- Pappacoda, Polka-française, op. 412
- So angstlich sind wir nicht!, Polka-schnell, op. 413
- Die Tauben von San Marco, Polka-française, op. 414
- Annina, Polka-mazurka, op. 415
- Eine Nacht in Venedig-Quadrille, op. 416

## Discografia parziale
- Strauss II, J: Eine Nacht in Venedig - Alfred Jerger/Kurt Preger/Esther Réthy/Anton Paulik/Wiener Philharmoniker/Bregenz Festival Chorus/Ruthilde Boesch/Karl Friedrich/Hugo Mayer-Gansbacher/Maria Schober, 1951 Naxos